# 쓰촨 분지

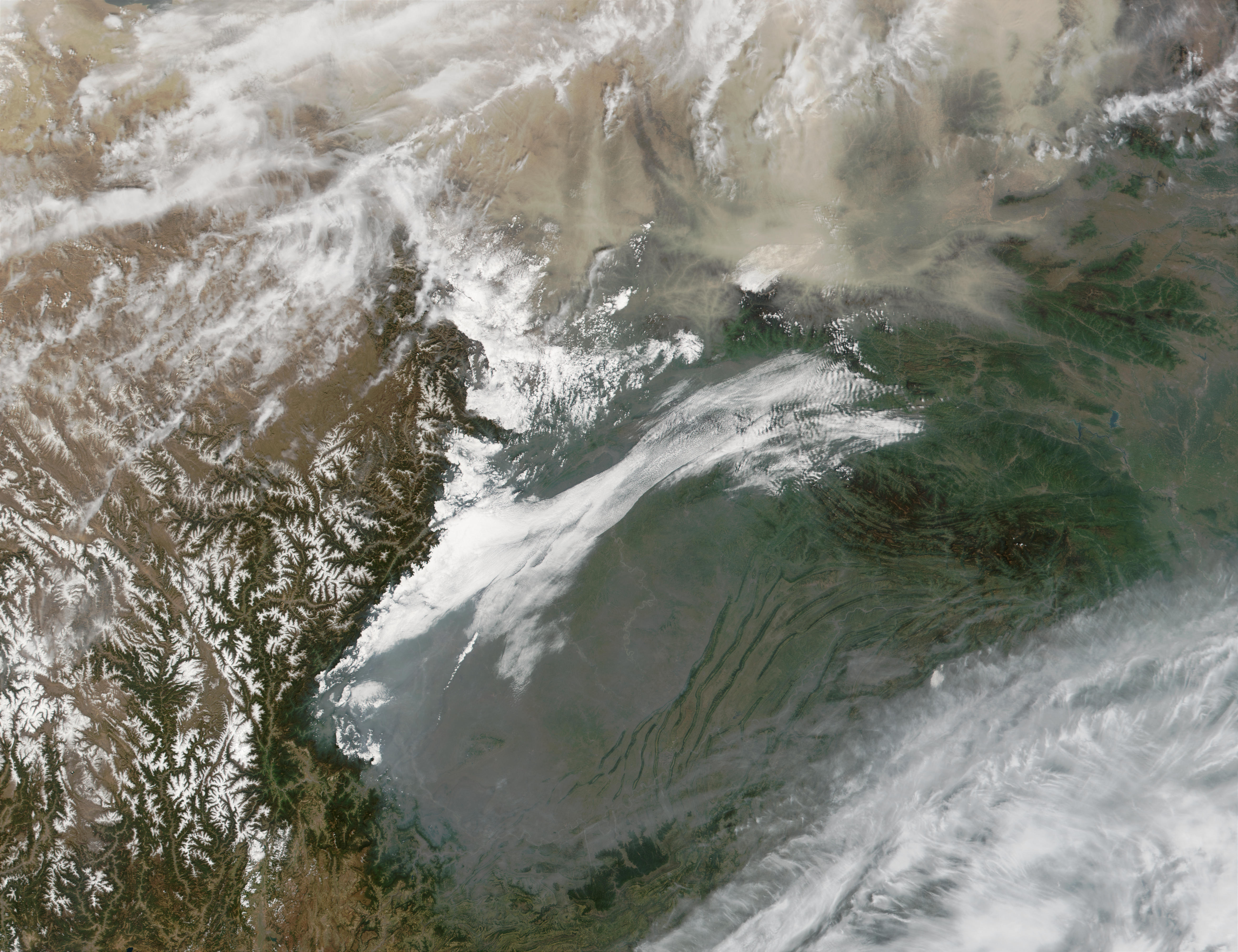
쓰촨 분지

쓰촨 분지(중국어: 四川盆地)는 다바산맥, 추시 산지, 윈구이고원, 티베트고원(靑藏高原)에 둘러싸인 분지로, 장강 상류와 그 지류 유역에 펼쳐져 있다.
중국 4대 분지 중 하나다.

## 같이 보기
- 쓰촨성
- 화베이 평원

## 참고 문헌
- 이 문서에는 다음커뮤니케이션(현 카카오)에서 GFDL 또는 CC-SA 라이선스로 배포한 글로벌 세계대백과사전의 내용을 기초로 작성된 글이 포함되어 있습니다.